# Національний історико-етнографічний заповідник «Переяслав»

Націона́льний істо́рико-етнографі́чний запові́дник «Перея́слав» — один з найбільших заповідників України. До його складу входять території міста Переяслава, його околиць та частини Бориспільського району, навколо яких визначені охоронні зони. Заповідник «Переяслав» віднесено до сфери управління Міністерства культури та інформаційної політики України. Управління здійснює Департамент культурної спадщини та культурних цінностей. У його складі 371 нерухомих пам'яток історії й архітектури українського народу, 24 тематичних музеїв різних профілів: історичний, археологічні, літературні, етнографічні, технічні тощо. Основний музейний фонд заповідника становить 170 848 одиниць зберігання. Серед них: унікальна археологічна колекція, колекція козацького періоду XVI—XVII ст. (1800 од.), колекції стародруків XVI—XVIII ст. (10 тис. од)
Адміністрація заповідника розташована за адресою: Київська область, м. Переяслав, вул. Шевченка, 8.

## Історія
Заповідник створено відповідно до постанови Ради Міністрів УРСР № 123 від 13 березня 1979 року.
Постановою Кабінету Міністрів України № 376 від 15 березня 1999 року. Державний історико-культурний заповідник «Переяслав» перейменовано на історико-етнографічний.
Статус національного заповіднику надано Указом Президента України № 598/99 від 1 червня 1999 року..

## Музеї
| Назва                                                                             | Адреса                       | Короткі відомості |
| --------------------------------------------------------------------------------- | ---------------------------- | --- |
| Музей народної архітектури та побуту Середньої Наддніпрянщини (Музей просто неба) | вул. Літописна, 2            | Дійсною перлиною заповідника є Музей народної архітектури й побуту Середнього Придніпров'я, що почав створюватися на Татарській горі в 1964 році. Територія відповідає умовам, при яких виникали поселення, як у давні епохи, так і в пізніший час. Музей має такі розділи: українське дореволюційне село Середнього Придніпров'я, ремесла й промисли українського післяреформеного села, вітряні млини й розділ найдавніших часів, що є характерною рисою нашого музею. На території 30 гектарів розташований 185 об'єктів, з них 104 пам'ятки народної архітектури XVII—XIX ст., у тому числі 20 тисяч творів народного мистецтва, знарядь роботи, речей побуту, зібраних у лісостеповій зоні України. Музей є важливою культурно-освітньою установою, що допомагає оцінити культурну спадщину минулого. |
| Музей українського рушника                                                        | вул. Літописна, 2            | На території музею просто неба, в унікальній пам'ятці архітектурного зодчества XVII ст. (1651 року), перевезеної до нас із села Пищики Білоцерківського району Київської області, була створена експозиція музею українського рушника і в 1995 році музей відкрився для відвідувачів. У музеї представлено 300 рушників різних регіонів (Київської, Полтавської, Чернігівської, Черкаської областей, район Полісся). |
| Музей історії української православної церкви                                     | вул. Літописна, 2            | На території музею народної архітектури й побуту в унікальній пам'ятці дерев'яного мистецтва (Сухоярскій церкві) 1775 року, перевезеної до заповідника із села Сухий Яр Білоцерківського району Київської області, перебуває Музей історії Української православної церкви. Тут експонується добірка матеріалів, пов'язаних з життям Ісуса Христа, Богородиці, інших святих. У вітринах розміщені релігійна література, стародруки, на стіні висять ікони 12-ти найголовніших свят — Різдво, Водохрещення, Великдень, Вознесіння та інші. |
| Музей українських обрядів                                                         | вул. Літописна, 2            | Експозиція складається із чотирьох кімнат, що розповідають про традиції, звичаї, обряди від давнього часу до наших днів. Перший зал має експонати, які свідчать про звичаї наших пращурів у дохристиянський період. У наступних залах розповідається про побутові свята й традиції, пов'язаних з ними. Це весілля, народження дитини, толока, обряди поховання. В останньому залі можна ознайомитися із сучасними українськими обрядами й звичаями. |
| Музей декоративно-ужиткового мистецтва Київщини                                   | вул. Літописна, 2            | Цей музей розміщений у будинку дрібного дворянина кінця XIX століття, привезеного в 1973—1974 р. із села Старовичі Іванківського району Київської області. У п'яти залах експонуються роботи відомих народних майстрів, що брали участь у республіканських виставках 1970—1971 рр. Тут представлені вироби з дерева, вишивка, гончарство, декоративні вази, іграшки, посуд, господарські вироби, вироби з гутного скла, порцеляна й ін. |
| Музей космосу                                                                     | вул. Літописна, 2            | Музей був створений в 1979 році, з ініціативи академіка А. Ю. Ішлинського й д.т. н. С. В. Малашенка, працівників історико-культурного заповідника, за допомогою АН СРСР, АН УРСР і центра підготовки космонавтів ім. Ю. О. Гагаріна. Унікальними експонатами музею є макет автоматичного апарата «Місяцехід-1», крісло-ложемент із космічного корабля «Союз», супутниковий апарат, скафандр і парашут космонавта Ю. О. Гагаріна, комплекс обчислювальної техніки «Мінськ-1», діючий макет космодрому «Байконур». А також прилади, які використовувалися в космічних апаратах, на орбітальної станції «Салют» і багато чого ін. |
| Музей хліба                                                                       | вул. Літописна, 2            | В 1984 році на території музею просто неба був відкритий Музей хліба. У цьому музеї показаний розвиток землеробства й технологію випічки хліба від найдавніших часів до наших днів. До музейного комплексу, входить площадка, на якій розміщено техніку для збору хліба, будинок-пекарня, зернові комори, вітряні й парові млини. У музеї більше 3500 експонатів. Експонується унікальна колекція реліктової пшениці, що вирощувалася в древні часи, кам'яний, глиняний, а також унікальний керамічний посуд часів Трипільської культури. |
| Музей народного сухопутного транспорту Середньої Наддніпрянщини                   | вул. Літописна, 2            | У павільйоні, що має 430 кв. м. експозиційної площі, в 1993 році був відкритий музей народного сухопутного транспорту, у фондах якого зберігається 1400 експонатів. У музеї зібрана унікальна колекція транспортних засобів, єдина в Україні. Колекція починається з розділу архаїчних часів, де представлені засоби пересування періоду Трипільської культури, скіфів і кочівників XI—XIII ст. Далі експонується санний і транспорт на колесах, літній і зимовий, який у свою чергу розділяється на: господарський, промисловий (кінний і на волах), виїзний і пасажирський. Також демонструються збруя, типи упряжі, ручний транспорт. |
| Музей «Поштова станція»                                                           | вул. Літописна, 2            | Експозиція музею створена в приміщенні поштової станції, що перебуває в місті Переяславі на перехресті вулиць Старокиївської й Михайла Сікорського. Перенесено й установлена на поштовому тракті XIX ст. Київ-Полтава. Поштова станція в 1993 році була відкрита для відвідувачів заповідника. У кімнаті, де жила родина станційного доглядача, і в кімнаті для подорожуючих відтворено за архівними даними інтер'єр того часу. Також експонуються карти-схеми поштових трактів, карта Полтавської губернії, у яку входить Переяслав. |
| Музей історії бджільництва Середньої Наддніпрянщини                               | вул. Літописна, 2            | У будинку кінця XIX ст., перевезеного із села Помоклі Бориспільського району, перебуває «Музей історії бджільництва». У вітринах експонується посуд періоду Київської Русі для збереження меду, показані виготовлення штучної борті, дуплянку кінця XVIII ст. У центрі будинку є дуплянка на дві бджолині родини, які підвішували на висоту 8-10 метрів за допомогою спеціального колеса. Також в експозиції перебувають дві медогонки XIX ст., інструменти, верстат, побутові речі та ін. |
| Музей лікарських рослин                                                           | вул. Літописна, 2            | В першій залі музею створено куточок знахаря. В другій експозиційній залі демонструється гербарій з 100 видами рослин. Зі зворотної сторони розміщені вітрини з наборами лікарських рослин, настійки, виготовлені яготинським фітоцентром «Здоров'я», директором якого є В. В. Радак. Третя зала тимчасово використовується як робочий цех, де проводиться черенкування, перевалка, вигонка та вирощування розсади. В ньому також ростуть багаторічні пальми, монстери, ампельні та квітучі рослини. Перед фасадом музею та на нижній терасі знаходяться фітоплантації лікарських рослин різних видів. |
| Меморіальний музей класика єврейської літератури Шолом-Алейхема                   | вул. Літописна, 2            | Музей відкрито в 1978 році на честь 120-річчя із дня народження письменника. |
| Музей Заповіту Т. Г. Шевченка                                                     | вул. Шевченка, 8             | Музей розташований в приміщенні-пам'ятці архітектури 1820 року, будинку друга Т. Г. Шевченка лікаря А. Й. Козачковського. В 12 залах музею показана історія Переяславщини від XVI ст. до наших днів. Створений в 1954 році, музей значно розширився і його фонди нараховують приблизно 12-ти тисяч експонатів. |
| Археологічний музей                                                               | вул. Шевченка, 17            | Павільйон споруджений над фундаментом Спаської церкви-усипальниці Х ст. В експозиції представлені унікальні речі, знайдені під час розкопок. Серед них — Добраничівські стоянки (XXV—X тис. до н. е.), поселення бронзового століття поблизу с. Козинці. Різноманітні прикраси, зброя, унікальна колекція посуду періоду Трипільської культури. |
| Музей-діорама «Битва за Дніпро в районі Переяслава восени 1943»                   | вул. Сковороди, 54           | У центрі міста в приміщенні Вознесенського собору (1695—1700 р.) розміщена музей-діорама. Музей було відкрито в 1975 році на честь 30-річчя перемоги над Третім Райхом у Другій світовій війні. На художньому полотні, довжиною 28 і висотою 7 метрів зображений момент масової переправи радянських військ через Дніпро на Букринському плацдармі в районі Переяслава. Всі роботи зі створення цієї діорами зайняли в художників майже 5 років. У підвалі Вознесенського собору розміщений Мавзолей вічної слави, де на стінах увічнені імена переяславців, які загинули на фронтах ДСВ. Музей є величним пам'ятником всім тим, хто загинув звільняючи Переяславщину. |
| Музей українського народного одягу Середнього Придніпров'я                        | вул. Михайла Сікорського, 34 | У центрі древнього Переяслава перебуває унікальне спорудження — Михайлівська церква (1946 р.), що була побудована переяславським полковником Ф. Лебедой в стилі українського бароко, на фундаменті Михайлівського собору (1089 р.). В 1959 році в приміщенні церкви був відкритий музей українського народного одягу Середнього Придніпров'я кінця XIX — поч. XX ст., а також представлена колекція полтавських і київських килимів. Експонується колекція чоловічого й жіночого одягу різних верств населення України на всі пори року. |
| Музей кобзарства                                                                  | вул. Б. Хмельницького, 20    | У центрі міста, у будинку 1903 року знаходиться музей кобзарського мистецтва, що відкрився в дні святкування 175-ї річниці від дня народження геніального Кобзаря українського народу Т. Г. Шевченка в 1984 р. У приміщенні музею експонуються портрети відомих кобзарів України, музичні інструменти (XI—XVIII ст.), книги, речі побуту. |
| Музей архітектури Переяслава часів Київської Русі                                 | вул. Михайла Сікорського, 34 | Музей відкритий у травні 1982 року до святкування 1500-річчя Києва. Переяславська архітектурна школа залишила нам прекрасні зразки давньоруської архітектури, які, на жаль, не збереглися в цілому виді до наших днів. Павільйон розміщений на фундаменті Михайлівського собору. У павільйоні показані матеріали розкопок, креслення, реконструкції археологічних пам'яток переяславської архітектури XI—XII ст. |
| Меморіальний музей Г. С. Сковороди                                                | вул. Сковороди, 52           | Поруч із величним Вознесенським собором (1695—1700 р.) перебуває будинок колишнього колегіуму — пам'ятка архітектури XVIII сторіччя, побудований у стилі українського бароко. Тут в 1753 році читав лекції з поетики видатний український філософ-гуманіст, просвітитель і поет Григорій Савович Сковорода. У первісному виді відтворена обстановка вестибюля й бібліотеки колегіуму, класу поетики. |
| Музей трипільської культури                                                       | вул. Шевченка, 10            | Музей розповідає про Трипільську культуру — найдавнішу культуру землеробів Східної Європи, що існувала наприкінці V — середині III тисячоліття до н. е. Експозицію музею складають археологічні знахідки на місці трипільських поселень в нижній течії Трубіжа. Тут можна побачити керамічний посуд, прикраси, глиняні фігурки, знаряддя праці. |
| Музей пам'яті Поліського району                                                   | вул. Літописна, 2            | Музей, що присвячений історії розвитку селища міського типу Поліське Поліського району з часу його заснування у 1415 р. до аварії на Чорнобильській АЕС і аж до виселення жителів у 1999 році. |
| Музей М. М. Бенардоса                                                             | вул. Літописна, 2            | В 1981 році за рішенням ЮНЕСКО увесь світ святкував 100-річчя одного з найбільших відкриттів XIX ст. — електричного дугового зварювання металів. На честь цієї знаменної дати, за участю й за допомогою Інституту електрозварювання ім. Е. О. Патона, у нашому місті, у будинку, привезеному із с. Вороньків Бориспільського р-ну, був відкритий музей автора цього відкриття М. М. Бенардоса, що часто відвідував наш край. Музей має 5-ь кімнат: робочий кабінет, вітальня, майстерні, лабораторія, виставочний зал і передпокій. Один зал музею присвячений родині Патонов — видатних українських учених у галузі електрозварювання. |
| Меморіальний музей архітектора В. Г. Заболотного                                  | вул. Мазепи, 9               | У центрі міста на перехресті вулиць І. Мазепи й Т. Шевченка перебуває садиба, що належала сім'ї видатного архітектора Володимира Гнатовича Заболотнього (1898—1962 р.). На сьогоднішній день у шести кімнатах будинку на 945 м² експозиційної площі розміщено приблизно 1500 експонатів основного фонду, які розкривають внутрішній світ архітектора. У музеї експонуються проекти, макети його робіт (у тому числі макет будинку Верховної Ради України), меблі, книги, побутові речі. |

## Керівники
1. Сікорський Михайло Іванович (1979—2008);
2. Ткаченко Віктор Миколайович (2009—2010);
3. Довгошия Павло Олександрович (2010—2014);
4. Лукашевич Олексій Михайлович (2014—по даний час).